# 알파이하 FC
알파이하 FC(아랍어: نادي الفيحاء السعودي)는 알마즈마흐를 연고로 하는 사우디아라비아의 축구단이다. 현재 사우디 프로리그에 참가하고 있다.

## 우승
- 사우디 1부 리그: 2016–17
- 사우디 2부 리그: 2013–14
- 사우디아라비아 국왕컵: 2022

## 선수 명단

### 현역
참고: FIFA 자격 규정에 따라 소속된 국가대표팀 국기를 표시합니다. 선수는 복수의 FIFA 비회원국 국적을 가지고 있을 수 있습니다.
| 번호 | 포지션 | 국적       | 이름            |
| ---- | ------ | ---------- | --------------- |
| 7    | FW     | 나이지리아 | 헨리 오니에쿠루 |
| 10   | FW     | 잠비아     | 패션 사칼라     |

| 번호 | 포지션 | 국적 | 이름 |
| ---- | ------ | ---- | ---- |

## 역대 감독
| 감독          | 임기 |
| ------------- | ---- |
| 콘스탄틴 글커 | 2017 |

틀:알파이하 FC 선수 명단